# Хэйуорд, Джордж
Джордж Хэйуорд (George Jonas Whitaker Hayward, 1839—1870) — английский путешественник, посетивший в 1868 году, вслед за братьями Шлагинтвейт, с научными целями, Восточный Туркестан. Определил положение Кашгара и Яркенда. Пал жертвой подозрительности туземцев в долине Яссина в 1870 году.

## Ранние годы
Долгое время считалось, что Хэйуорд был ирландцем, но в 1990-х годах Чарльз Тиммис обнаружил, что место рождение будущего исследователя — Хедингли-Холл на окраине Лидса. Отца также звали Джордж Хэйуорд, он был управляющим, работавшим на графа Кардигана. Мать звали Элеонора Уитакер, она умерла, когда сыну было около 6 лет. Учился в Форест-скул на севере Лондона. В 1859 году поступил в Британскую армию в звании энсина. Был направлен в Мултан (Индия, в настоящее время в Пакистане) с 89-м пехотным полком . В 1863 году купил звание лейтенанта, после чего в 1864 году был переведён в Камеронский полк горцев. В 1865 году продал звание и в 1865 году ушёл из армии.

## Королевское географическое общество
Хэйуорд вернулся в Англию в 1868 году. Он братился к сэру Генри Роулинсону, вице-президенту Королевского географического общества, с просьбой направить на исследования в Центральную Азию и западные Гималаи. Хэйуорду были предоставлены 300 фунтов стерлингов, геодезическое оборудование, инструменты для составления карт и указание достичь и обследовать ещё не нанесенные на карту горы Памира. Он оказался единственным исследователем, финансируемым Королевским географическим обществом во время «Большой игры».

## Политические трения в Центральной Азии
Хэйуорд направился на Памир во время экспансии мировых империй в Центральную Азию. На юге Британская империя из Индии расширяла и укрепляла свои позиции на севере. С севера Российская империя быстрыми темпами расширяла свою территорию. Русские быстро достигли Средней Азии, и на быстро сжимавшуюся территорию, разделявшую конкурентов, были направлены тайные агенты и разведчики. Власть здесь принадлежала диким племена и деспотичным правителям, а рельеф делал её одними из самых опасных мест на Земле
.
Хотя Королевское географическое общество было строго аполитичным, его глава Роулинсон был также членом правительственного Совета Индии и известным русофобом. По этой причине часто высказывалось предположение, что экспедиция Хэйуорда имела политическую подоплёку.

## Путешествие в Кашгар и Яркенд
Официальная миссия Королевского географического общества Хэйуорда состояла в том, чтобы исследовать Памир, маршруты через горы и подходы к ним. Получив отказ со стороны официальных лиц на проход к Памиру через северо-западную границу из Индии, Хэйуорд отправился в Ладакх и далее в Кашгар с намерением добраться до Памиру оттуда.
Одновременно с ним по тому же маршруту двигался Роберт Шоу, дядя сэра Фрэнсиса Юнгхазбенда. Видимо, Шоу возмущало присутствие Хэйуорда, и хотя они часто находились в нескольких сотнях метров друг от друга, встретились англичане только один раз в начале своего пути к Кашгару. До следующей встречи прошло несколько месяцев.
В ожидании разрешения продолжить движение на границе с Кашгаром, Хэйуорд сбежал от охранников и потратил 20 дней на изучение и составление схемы реки Яркенд.
Шоу прибыл в Кашгар в декабре 1868 года, предварительно отправив Якуб-беку посланников с подарками. Якуб-бек только что стал правителем Кашгара, после того как китайцы были изгнаны из страны в результате Дунганского восстания. Через несколько недель после прибытия Шоу его догнал присоединился Хэйуорд, который подарков правителю не присылал, но убедил пограничников, что прибыл с Шоу. Шоу был недоволен, поскольку он надеялся, что Хэйуорда остановят на границе.
В Яркенде Хэйуорд и Шоу раздельно содержались под домашним арестом. Через некоторое время Шоу получил разрешение отправиться в Кашгар для встречи с Якуб-беком. После тёплого приема Шоу в конце концов снова оказался под домашним арестом. Несколько недель спустя в Кашгар прибыл Хэёуорд, который также был помещён под домашний арест. Англичане периодически общались между собой посредством тайных записок.
Ни Хэйуорд. ни Шоу не знали, что их удерживали, пока Якуб-бек ждал ответа от своего недавнего посла в России. Положительного ответа из России не пришло, и Шоу снова разрешили встретиться с беком. После этого ему позволили вернуться домой, а также взять с собой Хэйуорда и Мирзу Шуджи, пандита, исследовавшего регион для Британии.
За усилия по исследованию гор Кунь-Лунь и Каракорум и реки Верхний Яркенд во время путешествия в Кашгар Хэйуорд был награжден золотой медалью Королевского географического общества.

## Гималаи, Гиндукуш и исток Амударьи
В ноябре 1869 года Хэйуорд отправился в следующее путешествие на север через Гималаи. Почти не имея припасов или снаряжения, он в разгар зимы преодолел почти 480 км до Гилгита. Зимний поход занял два месяца вместо десяти-двадцати дней, достаточных для преодоления открытых горных перевалов.
Во время путешествия по регионе ему пришлось пересечь зону военных действий между кашмирцами индусами и мусульманским Дардистаном. В поисках нового пути к Памиру Хэйуорд посетил Ясинскую долину и подружился с Мир-Уали, который убедил его, что до лета преодолеть Гиндукуш невозможно.
Хэйворд вернулся в Индию, снова преодолев Гималаи без припасов в разгар зимы. По возвращении он написал письмо в калькутскую газету, где рассказал о зверствах, совершенных кашмирцами против жителей Ясина. Публикация письма вызвала небольшой политический скандал, поскольку махарадж Кашмира Ранбир Сингх был британским союзником и вассалом. Из-за возникшего неприязненного отношения Хэйуорд разорвал связи с Королевским географическим обществом.
В июне 1870 года, когда горные перевалы открылись, Хэйуорд снова направился на север. Он пересёк территорию Кашмира и без труда достиг Гилгита, в середине июля снова добравшись до Ясинской долины. Далее исследователь проследовал к перевалу Даркот на краю долины. Он почти добрался да Амударьи и Памира.
Утром 18 июля 1870 года Хэйуорд провёл ночь без сна, получив известие, что на него могут напасть. К рассвету его сморил сон, и в это момент на него напали. Ему связали руки за спиной, потащили в лес и убили.

## Смерть
Описания гибели Хэйуорда противоречивы и загадочны.
По одной из версий, покушение организовал Мир-Уали по приказу Аман уль-Мулька.
По другой версии, наименее удобной для англичан, за покушением стоял махараджа Кашмира, мстивший за письмо о зверствах в Дардистане. По этой теории махараджа извлёт двойную выгоду: отомстил Хэйуорду и подставил врага — Мир-Уали.
Тело Хэйуорда было обнаружено воином из Кашмира под небольшой грудой камней. Оно было доставлен в Гилгит и похоронен в саду, который впоследствии стал христианским кладбищем. Надгробие, оплаченное махараджей Кашмира, содержит надпись: «Памяти Г. У. Хэйуорда, обладателя золотой медали Лондонского королевского географического общества, который был жестоко убит в Дарко 18 июля 1870 года во время своего путешествия по Памирской степи. Этот памятник воздвигнут доблестному офицеру и опытному путешественнику по просьбе Королевского географического общества».
После смерти Хэйуорд получил мало признания или наград. Тем не менее, он выделяется из числа исследователей западных Гималаев с точки зрения тех мест, которые исследовал, и численности экспедиций, обычно состоявших из него самого и трёх — шести носильщиков.

## Разное
В 1930-х годах полковник Реджинальд Шомберг, британский путешественник, прошёл через Даркот и обнаружил, что местные семьи по-прежнему хранят пистолет, телескоп и седло Хэйуорда. В 1950-х годах на аукционе в Лондоне было продано шесть топографических акварелей Хэйуорда, обнаруженные на базаре в Мумбаи.
Сэр Генри Ньюболт посвятил Хэёуорду стихотворение «Он пал среди воров» (англ. He Fell Among Thieves).

## «Убийство в Гиндукуше»
Биография Хэйуорда, озаглавленная «Убийство в Гиндукуше: Джордж Хэйуорд и Большая игра», написанная путешественником Тимом Хэнниганом, была опубликована в издании History Press в 2011 году. История жизни исследователя также кратко освещена в книгах «Большая игра» Питера Хопкирка и «Исследователи западных Гималаев» Джона Кея.